# Bryobia monechmae
Bryobia monechmae är en spindeldjursart som beskrevs av Meyer 1974. Bryobia monechmae ingår i släktet Bryobia och familjen Tetranychidae. Inga underarter finns listade.